# Хольда
Хольда (от нем. huld — любезная, дружелюбная, отзывчивая) — германская покровительница сельского хозяйства и женских ремёсел. Близка к скандинавской Хульдре. Якоб Гримм посчитал её германской богиней. Одновременно предстаёт перед людьми во многих образах: юной девы, старухи, пряхи, госпожи зимних бурь, предводительницей Дикой охоты.

## Ономастика
От нем. huld («любезная, дружелюбная, отзывчивая»), средневерхненемецкое hulde, древневерхненемецкое huldī («дружелюбие»). Родственно датскому и шведскому huld («честный, любезный»), исландскому hollur («верный, преданный»), среднеанглийскому hold, holde, древнеанглийскому hold («доброжелательный, дружественный, любезный, благосклонный, верный, преданный, угодный, славный»), от прагерманского hulþaz («доброжелательный, любезный, верный»), от праиндоевропейского *kel- («склонять, наклонять, сгибать»).
Имя Хульдана (Хлудана, Деа Хлудана) обнаружено в пяти латинских документах 197—235 годов н. э.: три на Верхнем Рейне (Corpus Inscriptionum Latinarum XIII 8611, 8723, 8661), один в Мюнстерайфель (CIL XIII, 7944) и один в Битгуме (CIL XIII, 8830). Было предпринято много попыток интерпретировать это название.